# Gare de Shenyang
La gare de Shenyang est une gare ferroviaire chinoise situé à Shenyang. Elle est créée en 1899, puis reconstruite en 1910, avant d'être transformée en centre ferroviaire à grande vitesse en 2014.